# Крипи (гміна Вежбно)
Крипи (пол. Krypy) — село в Польщі, у гміні Вежбно Венґровського повіту Мазовецького воєводства.
Населення — 243 особи (2011).
У 1975—1998 роках село належало до Седлецького воєводства.

## Демографія
Демографічна структура станом на 31 березня 2011 року:
|          | Загалом | Допрацездатний вік | Працездатний вік | Постпрацездатний вік |
| -------- | ------- | ------------------ | ---------------- | -------------------- |
| Чоловіки | 118     | 23                 | 71               | 24                   |
| Жінки    | 125     | 33                 | 63               | 29                   |
| Разом    | 243     | 56                 | 134              | 53                   |